# The Baron of Arizona
 The Baron of Arizona és una pel·lícula estatunidenca dirigida per Samuel Fuller estrenada el 1950.

## Argument
Samuel Fuller va escriure i dirigir aquest drama basat en les aventures de James Addison Reavis, un dels estafadors més ambiciosos del segle xix. El 1912 (any en què Estats Units acaba de quedar-se amb l'estat d'Arizona), i durant una festa, el governador John Griff comença el relat sobre James Addison Reavis, un individu que va intentar convertir-se en propietari d'Arizona el 1872. Per a això, es va servir d'una noia, Sofia, a la que fa passar per descendent d'un suposat Miguel de Peralta a qui -recollint proves falsificades per Addison Reavis- li va ser concedida la baronia d'Arizona. 

Tanmateix, no tothom creia en el conte elaborat de Reavis, i John Griff (Canya Hadley), un expert en documents falsificats, va examinar les proves.  The Baron of Arizona  va donar un paper principal a Vincent Price en un film no de terror, i és una de les millors actuacions al cinema.

## Repartiment
- Vincent Price: James Addison Reavis
- Ellen Drew: Sofia de Peralta-Reavis
- Vladimir Sokoloff: Pepito Alvarez
- Beulah Bondi: Loma Morales
- Reed Hadley: John Griff
- Robert Barrat: Jutge Adams
- Robin Curt: Tom Lansing
- Tina Pine: Rita
- Karen Kester: Sofia, de nena
- Margia Dean: Marquesa de Santella
- Jonathan Hale: Governador
- Edward Keane: Supervisor General Miller
- Barbara Woodell: Mrs. Carrie Lansing
- I. Stanford Jolley: Mr. Richardson
- Fred Kohler Jr.: Demmings

## Rebuda
Segona de les pel·lícules dirigides per Samuel Fuller -mai no estrenada comercialment a Espanya, The Baron of Arizona (1950) és una de les propostes més singulars de la seva filmografia -en la que la seva aportació com a guionista va ser un element d'interès - sinó, especialment una de les pel·lícules més originals i inclassificables que el cinema nord-americà va brindar a finals de la dècada dels quaranta. Amb una barreja de western, cinema d'aventures, relat gòtic, elements de comèdia, és una esforçada reconstrucció històrica, el film de Fuller s'erigeix com un estrany relat, basant el seu desenvolupament en la sorprenent etapa de James Adison Reavis (Vincent Price) -un personatge real-, que a finals del segle xix va ordir una sorprenent estratègia que li va permetre, utilitzant les seves argúcies com a falsificador d'escrits i documents, crear la hipotètica descendència dels successors del Senyor de Peralta, representant aquesta descendència en la jove Sofia (Ellen Drew), a la que Adison coneixerà i prepararà des de bé petita, ja que el seu pla està centrat a casar-se amb ella.